# 陳壽霖
陳壽霖，CBE，JP（1925年8月30日—2018年8月27日），生於中華民國廣州市，1976年出任香港电灯公司總經理，1972-73年香港工程師學會會長。因商界經歷顯赫，香港總督於1976-1987年委任陳壽霖為香港立法局議員，1983年至1987年委任為香港行政局議員。
1947年上海交通大學工程系畢業，1953年帝國理工學院工程碩士畢業。1956年任职于英国电力公司。1969年到英屬香港出任香港电灯公司总发展工程师（Chief Development Engineer），1976年升任公司总经理，1985年升任公司常务董事，1987年退休。
曾任恆生銀行董事及城市理工學院校董會主席。

## 榮譽
- 太平紳士
- OBE勳銜
- CBE勳銜（1984）[2]
- 香港中文大學榮譽博士（1985）[2]
- 帝國理工學院榮譽院士[6]